# 洪都拉斯國徽
宏都拉斯國徽中心圖案為橢圓形。上方有箭筒，兩側有豐裕之角。中間有一等邊三角形，上面繪有兩座城堡，中間為一座火山，上方有一道彩虹，太陽在兩者之間升起。周圍是海洋。外環書以「1821年9月15日，宏都拉斯共和國，自由、主權、獨立」。下面是森林、礦坑和開礦工具。